# 習志野文化ホール
習志野文化ホール（ならしのぶんかホール）は、千葉県習志野市にある文化施設である。

## 概要

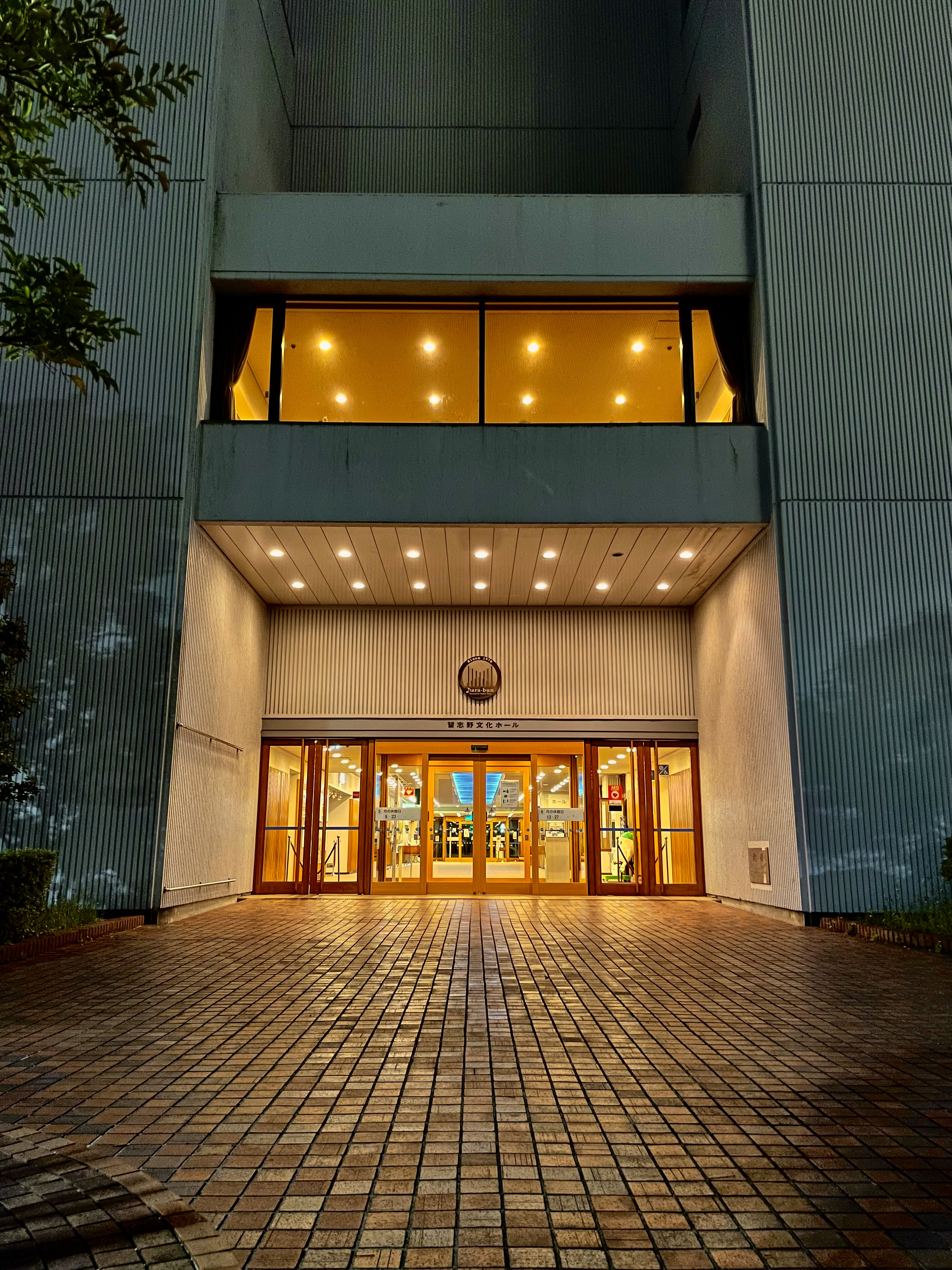
習志野文化ホール レストラン棟側入口

習志野文化ホールは、1970年（昭和45年）に制定された習志野市文教住宅都市憲章の下、文化芸術の殿堂、市民の文化活動の場として、1978年（昭和53年）に竣工した。第一中学校移転後の跡地の処分を含めた、国電津田沼駅南口開発計画は、習志野市の表玄関における文化・商業の核となる事業であり、この開発事業の中心をなす当ホールは、市民による募金運動や企業の支援にも支えられる中、当時の価格で26億4890万円を投じて第3セクター方式により建設された。

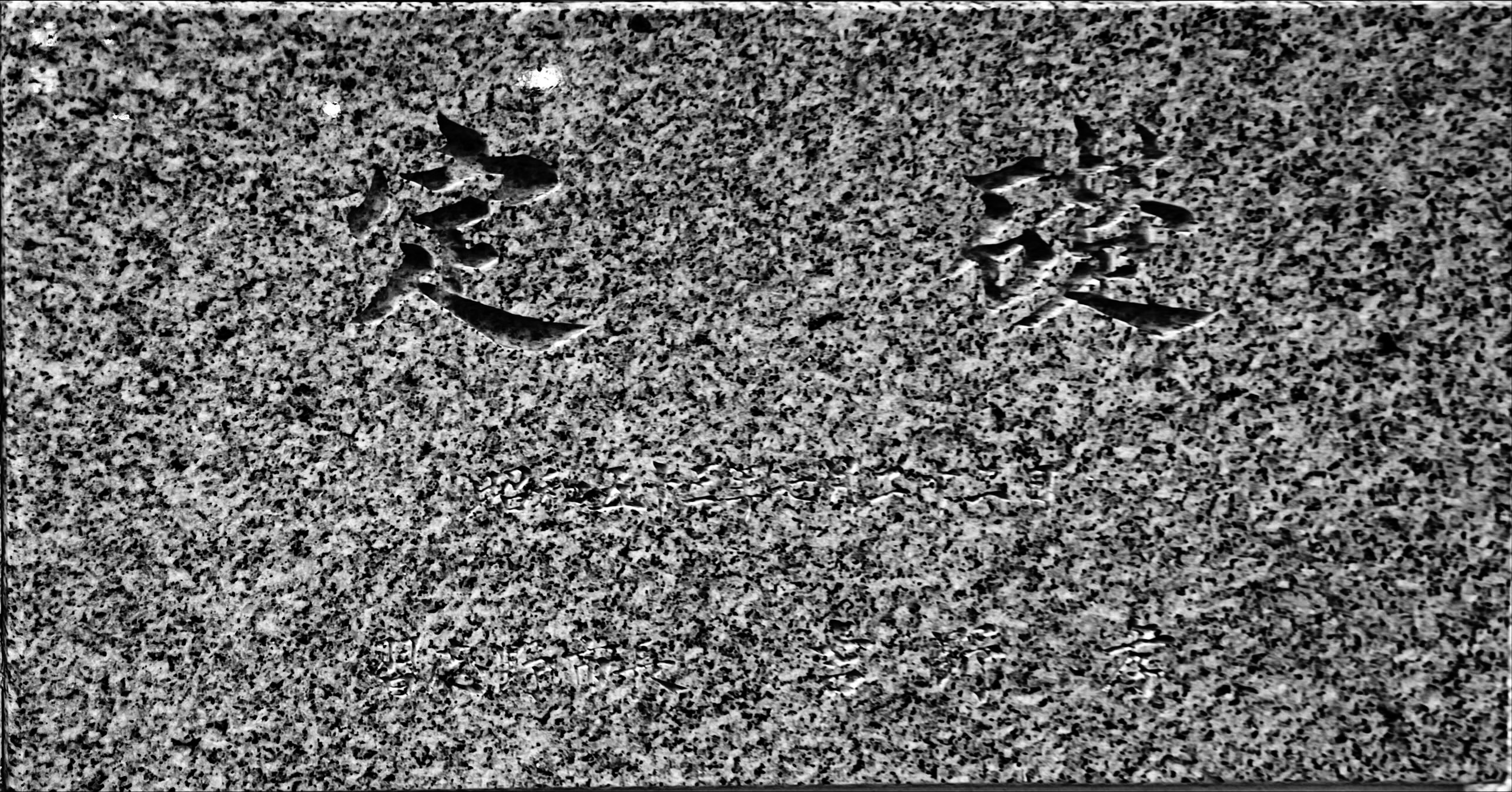
習志野文化ホール 定礎

市民生活を豊かにする施設として、本ホールは建設当初から市民による学校利用及び団体利用を主としている。
市立小・中学校や習志野高等学校における全国水準の音楽活動を育んできたことをはじめ、芸術祭や市民文化祭、習志野第九演奏会などの市民の文化・芸術活動の醸成・発表の場として、現在に至るまで文化芸術活動の重要拠点として多くの市民に親しまれ続けている施設。

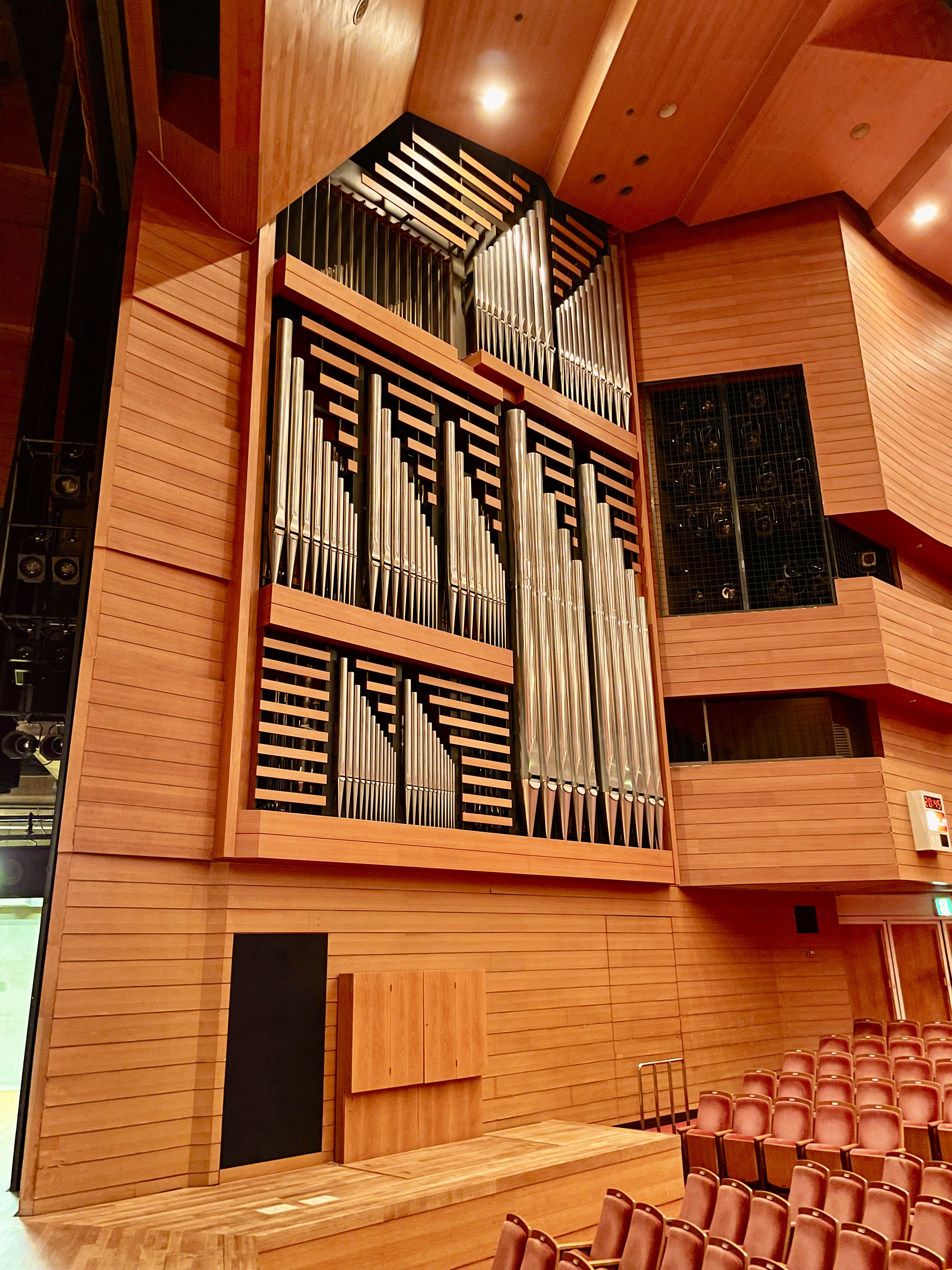
習志野文化ホール パイプオルガン

さらに、成人式など人生の節目を飾る行事の場であるとともに交通結節点である津田沼駅直近の立地による来訪者による交流人口の創出はもとより、超高齢社会において、文化、芸術活動への参加や堪能にいそしむ高齢者の貴重な活動拠点としての効用や“音楽のまち習志野”としてのシティセールスの展開等、多岐にわたりまちづくりに貢献している。
また、3512本のパイプを備えたオルガンも特徴的でパイプオルガンを日本の公営ホールに設置したのは本ホールが初めてである。年間30回使用されている。後述の文化ホール建て替えではパイプオルガンの再設置に約1億5000万円の費用が掛かることから、クラウドファンディングによる財源確保を検討している。
2024年10月1日、パイプオルガン再設置の可否を決めるクラウドファンディングが行われ、1か月間で目標額（6,000万円）を上回る約8,698万円の支援金が集まった。これを受けて、習志野市長の宮本泰介は建て替え後の文化ホールにパイプオルガンを再び設置することを表明した。

## 沿革
- 1971年（昭和46年）11月 - 国電津田沼駅南口（旧第一中学校跡地）開発事業計画を公募。
- 1973年（昭和48年）2月 - フジタ工業株式会社の提案計画に決定。
- 1976年（昭和51年）3月 - 習志野文化ホール財団設立認可。
- 1977年（昭和52年）12月- ホール建設工事着工。
- 1978年（昭和53年）
  - 12月21日 - 開館記念式典が開かれる。国立音楽大学教授(当時)吉田實によるパイプオルガン演奏。曲目は、J.S.バッハ「フーガ変ホ長調BWV552」他。
  - 12月24日 - 第九(指揮:有雄、演奏:習志野フィルハーモニー管弦楽団、合唱:ならしの第九合唱団)演奏。（26日には追加演奏会も開かれた）
- 1979年（昭和54年）
  - 1月 - 開館演奏会
  - 9月3日 - 三遊亭圓生がこのホールで小噺を行った直後に心筋梗塞を発症し死亡。なお、この日は79歳の誕生日を迎えた矢先であった。(その後、ホール入口に終焉の地碑建立)
- 1988年（昭和63年）12月 - 開館10周年記念「パイプオルガンとマンドリンの響き」
- 1995年（平成7年）3月 - メロディー基金創設。
- 1996年（平成8年）8月- バックステージツアー開始・アーツニュース創刊
- 1997年（平成9年）2月 - シンボルマーク制定
  - 3月 - 市民創作ミュージカル「VIVA谷津干潟」公演
  - 7月 - アーツアソシエイツ（友の会）発足
- 1999年（平成11年）3月 - 開館20周年「オペラ・ガラコンサート」
- 2002年（平成14年）6月 - 大規模改修、耐震工事（併せてバリアフリー化、音響等舞台設備更新）。3か月休館後リニューアルオープン
- 2003年（平成15年）4月 - サンぺデックホール運営開始（現モリシアホール）
- 2004年（平成16年）7月 - 施設・設備使用料金改定
- 2005年（平成17年）11月 - ダイエーサンぺデック店撤退
- 2007年（平成19年）12月 - 第30回記念第九演奏会
- 2008年（平成20年）
  - 3月 - 商業施設モリシア津田沼オープン
  - 12月 - 文化ホール開館30周年第九演奏会
- 2011年（平成23年） - 東日本大震災復旧工事
- 2012年（平成24年）4月 - 財団法人習志野文化ホールが公益財団法人へ移行
- 2015年（平成27年）4月 - 文化ホールが習志野市の所有となる
- 2018年（平成30年）
  - 1月 - 大規模改修工事(約1年間休館)
  - 12月 - 文化ホール開館40周年
- 2019年（平成31年）
  - 1月 - リニューアルオープン。40周年記念「第41回習志野第九演奏会」
  - 2月 - 40周年記念「創設・習志野シンフォニエッタ第1回演奏会」
  - 3月 - 40周年記念「魅惑のオペラ&オペレッタの饗宴」
- 2023年（令和5年）
  - 3月31日 -  習志野文化ホール特別企画「習志野文化ホールありがとう～また会いましょう！～」が行われる。この演奏会を以て、周辺再開発、配管類の老朽化から、建て替えのため長期休館。
  - 4月3日 - 習志野文化ホール再建設基本計画が策定。
- 2025年（令和7年）
  - モリシア津田沼が閉鎖され、解体予定。

## 交通

### 鉄道
- 総武本線津田沼駅 - 徒歩2分
- 新京成線新津田沼駅 - 徒歩10分
- 京成本線京成津田沼駅 - 徒歩14分

### 自動車
- 京葉道路「花輪インターチェンジ」
- 東関東自動車道「谷津船橋インターチェンジ」